# Tête en profondeur
Tête en profondeur est une sculpture réalisée par Julio González en 1930. En fer forgé, elle représente une tête humaine lorsque considérée sous un angle donné. Elle est conservée au musée national d'Art moderne, à Paris.